# Walter Mosley
Walter Mosley, född 12 januari 1952 i Los Angeles i Kalifornien, är en framstående amerikansk författare som är mest känd för sin serie deckare om Easy Rawlins.
Han har skrivit ett fyrtiotal böcker i olika genrer: deckare, science fiction, och böcker om politik. Hans första bok var Gone Fishin, men den gavs ut först efter att han etablerat sig med bland annat sin första publicerade bok Djävul i en blå klänning. Två av hans böcker har blivit filmer eller TV-filmer: Djävul i en blå klänning filmatiserades 1995 med Denzel Washington i huvudrollen och Always Outnumbered har blivit TV-serie med Laurence Fishburne i en av huvudrollerna - dessutom är Little Scarlet på planeringsstadiet för att filmatiseras. Mosley blev också känd 1992 när den dåvarande amerikanske presidenten Bill Clinton nämnde Mosley som en av sina favoritförfattare. 
Hjälten i hans mest kända böcker är Easy Rawlins, en svart privatdetektiv och veteran från andra världskriget, som i början av serien böcker bor i det svarta området Watts i Los Angeles. Böckerna utspelar sig från slutet av 40-talet och framåt – den senaste boken, Cinnamon Kiss utspelar sig året efter upploppen i Watts 1965. Serien ger en bild av fattigdomen och det segregerade samhället i USA under 50- och 60-talen.
Mosley har också skrivit annat än deckare. RL's Dream handlar om en gammal bluesmusiker som en gång spelat med Robert Johnson men nu bor utfattig i New York, och tas om hand om en yngre kvinna som tidigare blivit utsatt för sexuella övergrepp av sin far. Blue Light är en science fictionhistoria som utspelar sig i San Franciscotrakten runt 1968.
Mosley är född och uppvuxen i Los Angeles, men bor numera i New York. Innan sin författarkarriär arbetade han ett tag som datorprogrammerare. Han är hedersdoktor vid City College i New York, sitter i styrelsen för amerikanska National Book Awards och har varit ordförande för Mystery Writers of America.

## Böcker av Walter Mosley

### Om Easy Rawlins
(Svensk översättning av Mats Gellerfelt)
- Devil in a Blue Dress (1990) (Djävul i en blå klänning, Leander Malmsten, 1995)
- A Red Death (1991) (Den röda döden, Leander Malmsten, 1996)
- White Butterfly (1992) (Vit fjäril, Norstedt, 1997)
- Black Betty (1994) (Svart dam, Norstedt, 1998)
- A Little Yellow Dog (1996) (En liten gul hund, Norstedt, 1999)
- Gone Fishin (1997)
- Bad Boy Brawly Brown (2002)
- Six Easy Pieces (2003)
- Little Scarlet (2004)
- Cinnamon Kiss (2005)
- Blonde Faith (2007)
- Little Green (2013)
- Rose Gold (2014)
- Charcoal Joe (2016)
- Blood Groove (2021)

### Om Fearless Jones
- Fearless Jones (2001)
- Fear Itself (2003)
- Fear of the Dark (2006)

### Om Leonid McGill
- The Long Fall (2009)
- Known to Evil (2010)
- When the Thrill Is Gone (2011)
- All I Did Was Shoot My Man (2012)
- And Sometimes I Wonder About You (2015)

### Om Socrates Fortlow
- Always Outnumbered, Always Outgunned (1997)
- Walkin' the Dog (1999)
- The Right Mistake (2008)

### Annan prosa
- RL's Dream (1995)
- Blue Light (1998)
- Futureland: Nine Stories of an Imminent World (2001)
- The Man in My Basement (2004)
- 47 (2005)
- The Wave (2005)
- Fortunate Son (2006)
- Killing Johnny Fry: A Sexistential Novel (2006)
- Diablerie (2007)
- The Tempest Tales (2008)
- The Last Days of Ptolemy Grey (2010)
- Parishioner (2012)
- Debbie Doesn't Do It Anymore (2014)
- Inside a Silver Box (2015)
- John Woman (2018)

### Fakta/annat
- Workin' on the Chain Gang: Shaking off the Dead Hand of History (2000)
- What Next: An African American Initiative Toward World Peace (2003)
- Life Out of Context: Which Includes a Proposal for the Non-violent Takeover of the House of Representatives (2006)
- This Year You Write Your Novel (2007)
- Twelve Steps Toward Political Revelation (2011)

## Filmer baserade på Mosleys böcker
- Devil in a Blue Dress (1995)
- Always Outnumbered (1998) (TV)
- Little Scarlet (planeras)

## Priser och utmärkelser
- The New Blood Dagger 1991 för Devil in a Blue Dress